# Genghis Hills
Genghis Hills är en kulle i Antarktis. Den ligger i Östantarktis. Argentina och Storbritannien gör anspråk på området. Toppen på Genghis Hills är 1 305 meter över havet.
Terrängen runt Genghis Hills är kuperad åt nordost, men åt sydväst är den platt.  Trakten är obefolkad. Det finns inga samhällen i närheten.